# کرم نواری خوک

## توصیف
کرم نواری خوک کرم درازی است که بدن آن از بندهای متشابه زیادی تشکیل شده و متعلق به خانواده سستودها است. این کرم دارای بدنی دراز و سفیدرنگ است که به آن امکان می‌دهد مواد گوارش یافتهٔ حاضر در روده انسان را به طور مستقیم از طریق پوست وارد بدن کند. بدن آن  قطعه قطعه می‌باشد. سر آن نسبتاً گرد بوده و دارای ۴ آلت مکش است. در بالای آن‌ها نیز قلابی وجود دارد که مانع از کنده شدن انگل و دفع آن از بدن میزبان می‌شود.